# Irmela Boßler
Irmela Boßler   (Friburg de Brisgòvia, segle XX) és una flautista de concerts alemanya.

## Biografia
Boßler, filla del compositor Kurt Boßler i la cantant Ursula Boßler-Moericke, van estudiar flauta amb els professors Gertrud i Karlheinz Zöller a la Hochschule für Musik und Theatre d'Hamburg, on es va graduar amb distinció. Una beca a l'Acadèmia Herbert von Karajan de Berlín va completar la seva formació musical.
Després de diversos anys d'activitat orquestral, una plaça de professora a la Hochschule für Musik Saar i una càtedra convidada al Mozarteum de Salzburg, va ser nomenada professora de flauta a la Universitat de Música i Teatre de Leipzig el 1993.
Antics alumnes toquen a l'orquestra de la ràdio bavaresa, a la Concertgebouw Orchestra Amsterdam i a la Gewandhaus Orchestra Leipzig. Un dels seus antics alumnes és també la flautista i compositora Karoline Schulz. Boßler actua principalment amb el seu company de duo durant molt de temps, el pianista Bernhard Kastner, a casa i a l'estranger. Amb el segell Querstand s'han publicat dos CD amb obres de Kurt Boßler i Siegfried Karg-Elert.